# Loughead S-1 Sport
Dimensions
Le Loughead S-1 "Sport-1" est un des premiers biplans monoplaces fabriqués par les frères Loughead, le précurseur de Lockheed.

## Design et développement
Le S-1 a été développé pour produire des avions avec la capacité et les compétences existantes des travailleurs de Loughead après la fin des contrats de la première Guerre mondiale. Les spécifications de l'avion devaient être STOL, abordables, ainsi que capables d'être stockées dans un garage et remorquées par une voiture.
Le S-1 était à l'origine destiné à être un biplace, mais a été remplacé par une conception monoplace pour réduire les coûts de production. Le moteur à deux cylindres a été conçu en interne par Anthony Stadlman. Le fuselage a été construit à l'aide d'une monocoque multicouche en contreplaqué moulé dans des moules en béton. Le processus sera ensuite appliqué à l'avion Lockheed Vega plus grand et plus célèbre. Les ailes se repliaient le long du côté de l'avion pour le stockage. Le contrôle du roulis se faisait via un système qui faisait pivoter l'ensemble des surfaces inférieures des ailes. Il pourra également être pivotés à 90 degrés en tant que frein à air massif.

### Moulage au sac de la coque
Le fuselage du Loughead S-1 fut construit selon une méthode innovante de construction monocoque que l'on doit à Jack Northrop. La forme arrondie du fuselage a été produite en deux moitiés réalisées dans un grand moule en béton. Trois couches constituées de fines bandes d'épicéa enduites de colle de caséine ont été posées, la direction du fil de chacune des couches étant à angle droit avec la précédente. Un couvercle a alors été boulonné sur le moule, et une vessie ou baudruche en caoutchouc laissée à l'intérieur a été gonflée à haute pression pour fusionner la coque en bois. Vingt-quatre heures plus tard, la demi-coque lisse était prête à être jointe à une autre pour créer le fuselage ; les moitiés étaient réunies autour de cadres elliptique en stratifié d'épicéa pour créer le fuselage monocoque,.
Un brevet est déposé le 12 aout 1919 par Malcolm Loughead pour Allan Haines Loughead, Anthony Stadlman et Jack Northrop:

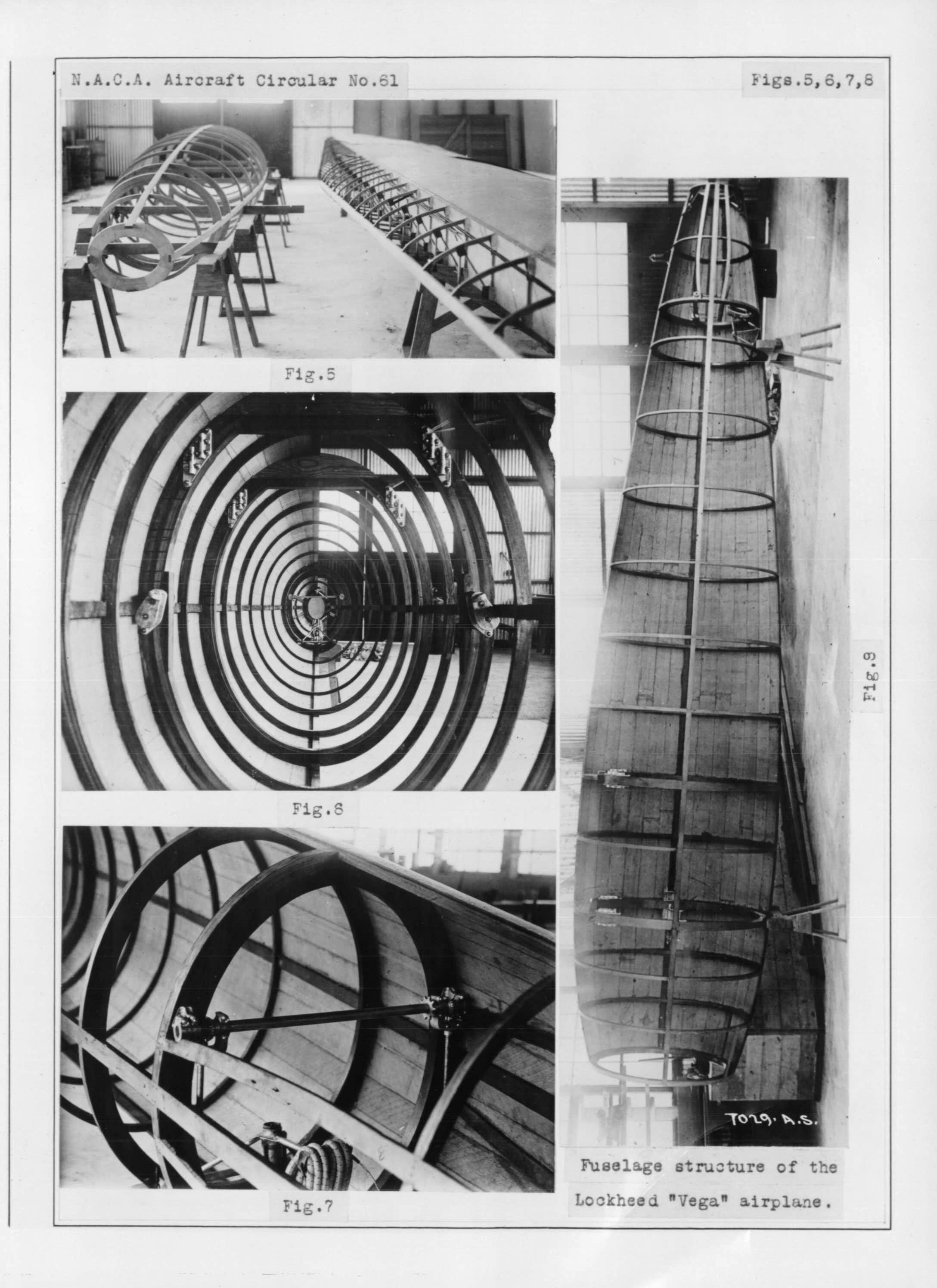
Structure de fuselage du Lockheed Vega.

La méthode employée pour le Loughead S-1 rendant impossible de soumettre l'ensemble d'une grande unité de contreplaqué à une pression efficace en une seule fois — car l'adhésif utilisé pour assembler les premières bandes avait fait prise avant qu'il soit possible de terminer l'application des bandes ou pièces formant la dernière couche — le processus de fabrication des demi-coques incurvées s'est fait par unité de couches séparées. Le travail en plusieurs étapes consistait d'abord à assembler à la colle les couches de plaquage incurvées séparément sur le moule; elles étaient en plus marouflées par une couche de tissu fin ou de papier de soie. La couche terminée pouvait ensuite être retirée en tant qu'unité prête à l'emploi. Deux ou plusieurs couches dont les fils étaient croisés, étaient alors placées sur le moule, un adhésif entre les couches, et toute la surface était soumise à une pression avant que l'adhésif n'ait fait prise.
Des photos montrent la coque extrêmement légère du S-1 encore ouverte, soutenue à bout de bras par deux hommes. La coque avait un rapport résistance-poids exceptionnel.
En 1926, utilisant désormais l'orthographe phonétique de leur nom, les frères Loughead fondent la Lockheed Aircra pieds Company qui ouvre une usine à Hollywood, en Californie, pour commencer la production d'un monoplan monomoteur à aile haute cantilever, le Lockheed Vega, construit selon la même technique.

## Historique opérationnel
Un seul prototype a été construit et testé en 1920 par Gilbert G. Budwig. Le S-1 à l'époque n'était pas commercialisable contre le flot d'avions excédentaires de la Première Guerre mondiale sur le marché. Le prix de l'avion était de 2 500 $ lorsque certains avions à l'époque se négociaient de 40 $ à 400 $. La société a été liquidée peu de temps après en 1921 et réformée à nouveau avec le nouveau Lockheed Vega basé sur le S-1 en 1926.
Le prototype n'existe plus, le moteur est actuellement en propriété privée.
C'était le premier emploi de Jack Northrop, après le lycée et une carrière de mécanicien de garage et de dessinateur en architecture, il s'est retrouvé designer et ingénieur chez les frères Loughead. Le travail suivant de Northrop se fera chez Douglas.

## Spécifications (S-1)
Data depuis Sport Aviation
- Capacité: 1
- Longueur: 21 pieds (6.4 m)
- Envergure: 28 pieds (8.5 m)
- Poids brut: 790 livres (358 kg)
- Capacité de carburant: 7 US gallons (26 litres; 5.8 imp gal)
- Motorisation: 1 × Loughead XL-1 moteur à deux cylindres à pistons opposés horizontalement refroidi par eau, 25 hp (19 kW)

Performance
- Vitesse maximale: 65 kn (75 mph, 121 km/h)
- Vitesse de croisière: 43 kn (50 mph, 80 km/h)
- Vitesse de décrochage: 22 kn (25 mph, 40 km/h)

## Brevet
1. ↑  Loughead Malcolm, Process of manufacturing curved forms of plywood or fibrous compositions : US1425113A (Brevet), 8 août 1922 (lire en ligne)